# 시라노 (2021년 영화)
《시라노》(Cyrano)는 2021년 제작된 로맨스 뮤지컬 영화이다. 조 라이트가 감독을 맡았다. 배우 피터 딘클리지가 시라노 드 베르주라크 역을 맡았다.

## 줄거리
아름다운 고아 소녀 록산은 자신과 결혼하려는 욕심 많은 공작 드 기슈의 구애를 받지만, 사랑을 찾아 결혼하고 싶어 한다. 극장에서 록산은 새로 온 군인 크리스티앙과 첫눈에 반한다. 한편, 록산의 오랜 친구이자 키가 작은 귀족 군인 시라노는 그녀를 짝사랑하고 있지만, 자신의 감정을 드러내지 못한다. 록산은 시라노에게 크리스티앙과 만날 수 있게 도와달라고 부탁하고, 시라노는 가슴 아프지만 이를 돕는다.
크리스티앙은 말주변이 없어 자신의 감정을 제대로 표현하지 못하자, 시라노는 록산에게 자신의 깊은 감정을 담은 편지를 대신 써주고, 크리스티앙은 그 편지를 마치 자신이 쓴 것처럼 전한다. 록산은 크리스티앙에게 받은 편지에 감명받아 그에게 빠져들지만, 실제로 만났을 때 크리스티앙은 편지 속 멋진 모습과 달리 평범한 말만 반복한다. 실망한 록산은 화를 내고, 시라노는 그림자 속에서 속삭여 크리스티앙을 도와 록산의 마음을 돌린다. 그들은 서둘러 결혼하지만, 이에 분노한 드 기슈는 크리스티앙과 시라노의 부대를 전쟁터로 보낸다.
전쟁 중에도 시라노는 매일 록산에게 크리스티앙의 이름으로 편지를 보내고 크리스티앙을 지키기 위해 목숨을 건다. 드 기슈는 결국 그들을 자살 임무에 투입시키고, 시라노는 록산에게 마지막 편지를 쓴다. 크리스티앙은 편지에 눈물 자국이 있는 것을 보고 시라노가 록산을 사랑한다는 것을 깨닫고, 록산이 진정으로 사랑하는 사람은 시라노임을 알게 된다. 크리스티앙은 시라노에게 모든 것을 록산에게 말해달라고 부탁한 후 적진으로 달려가 죽음을 맞이한다.
3년 후, 시라노는 전쟁 부상으로 건강이 악화되고 가난한 삶을 살아간다. 록산은 여전히 그의 친구로 남아있고, 시라노는 죽음을 감지하고 록산에게 크리스티앙의 마지막 편지를 읽어달라고 부탁한다. 시라노는 편지를 외워 읽으면서 그동안 크리스티앙에게 보냈던 모든 편지를 자신이 쓴 것이었음을 밝힌다. 시라노와 록산은 서로의 사랑을 고백하지만, 시라노는 결국 록산의 품 안에서 숨을 거둔다.

## 출연
- 피터 딘클리지 - 시라노 드 베르주라크 역
- 헤일리 베넷 - 록산 역
- 켈빈 해리슨 주니어 - 크리스티앙 드 누빌레 역
- 벤 멘덜슨 - 드 기슈 역
- 바시르 살라후딘 - 르 브레 역
- 모니카 돌런 - 마리 역
- 조슈아 제임스 - 발베르 역